# Rezerwat przyrody Klif w Łukęcinie
Rezerwat przyrody Klif w Łukęcinie – rezerwat przyrody nieożywionej położony na terenie gminy Dziwnów w powiecie kamieńskim (województwo zachodniopomorskie).
Obszar chroniony utworzony został 8 lutego 2017 r. na podstawie Zarządzenia Regionalnego Dyrektora Ochrony Środowiska w Szczecinie z dnia 17 stycznia 2017 r. w sprawie uznania za rezerwat przyrody „Klif w Łukęcinie” (Dz. Urz. Woj. Zach. z 2017 r. poz. 415). Jest pierwszym (jednocześnie z utworzonym tego samego dnia rezerwatem przyrody Klif w Dziwnówku) w województwie zachodniopomorskim rezerwatem ekosystemów brzegu morskiego.
Obszar chroniony ma powierzchnię 1,91 ha i znajduje się na wąskim odcinku wzdłuż plaży, ok. 0,5 km na północny wschód od zabudowań Łukęcina i ok. 0,5 km na zachód od zabudowań Pobierowa. Obejmuje wydmy i tereny leśne, z erozji których powstał klif. Według danych z Głównego Inspektoratu Ochrony Środowiska jego wysokość to ok. 6,42 m n.p.m., a średni kąt nachylenia wynosi 51°.
Celem ochrony rezerwatowej jest „zachowanie krajobrazu ściany brzegu morskiego w obrębie oddziaływania naturalnych procesów abrazji”. Całość obszaru znajduje się pod ochroną krajobrazową.